# 坂元達裕
坂元達裕（日语：坂元 達裕；1996年10月22日—），日本足球運動員，司職中場，現效力英冠球隊考文垂，日本國家足球隊成員。

## 俱樂部生涯
坂元达裕出道于日本著名足球高中前桥育英，高中毕业后进入东洋大学就读。2019年，大学毕业的坂元达裕加盟日乙球队山形山神，仅一个赛季之后就被大阪樱花看中。本赛季代表大阪樱花各项赛事出场45次，打进8球送出6次助攻。
日乙联赛第38轮，山形山神主场3-0战胜爱媛FC。这一场比赛中坂元达裕打进一球。
凭藉坂元达裕的进球，大阪樱花主场以2-0击败柏雷素尔取得开季首胜。
日职联赛第14轮神户胜利船主场1-1战平大阪樱花。比赛第75分钟，大阪樱花中场坂元达裕帮助球队取得1-0的领先。
2022年1月5日，日职联赛球队大阪樱花官方宣布，球队边锋坂元达裕租借加盟比甲球队皇家奥斯坦德，租借期至2022年6月30日。
大阪樱花官方宣布与比甲奥斯坦德达成买断，本赛季租借至奥斯坦德的中场球员坂元达裕正式加盟球队。

## 國家隊生涯
大阪樱花22日发布，为与韩国和蒙古的比赛而被招入国家队的中场球员坂元达裕因受伤无法再参赛。
2021年3月，坂元达裕在6月对阵塔吉克斯坦的40强赛中完成国家队处子秀。
世预赛日本5:1吉尔吉斯，坂元达裕首发打满全场，下半场角球助攻佐佐木翔打进一粒头球。

## 外部連結
- Soccerway資料庫：坂元達裕